# Gerygone levigaster
Gerygone levigaster là một loài chim trong họ Acanthizidae.